# جواو باولو (لاعب كرة قدم مواليد 1996)
جواو باولو هو لاعب كرة قدم برازيلي في مركز الهجوم، ولد في 28 نوفمبر 1996 في Tietê, São Paulo ‏ في البرازيل. لعب مع نادي ساو باولو.

## وصلات خارجية
- جواو باولو (لاعب كرة قدم مواليد 1996) على موقع رابطة كرة القدم اليابانية للمحترفين (اليابانية)
- جواو باولو (لاعب كرة قدم مواليد 1996) على موقع قاعدة بيانات كرة القدم.إي يو (الإنجليزية)
- جواو باولو (لاعب كرة قدم مواليد 1996) على موقع Soccerway.com (الإنجليزية)
- جواو باولو (لاعب كرة قدم مواليد 1996) على موقع AS.com (الإسبانية)